# Enhangen
Enhangen är en sjö i Svenljunga kommun i Västergötland och ingår i Ätrans huvudavrinningsområde. Sjön är 16,5 meter djup, har en yta på 0,524 kvadratkilometer och är belägen 167,2 meter över havet.

## Delavrinningsområde
Enhangen ingår i det delavrinningsområde (636509-134133) som SMHI kallar för Mynnar i Håvsjön. Medelhöjden är 170 meter över havet och ytan är 75,23 kvadratkilometer. Det finns inga avrinningsområden uppströms utan avrinningsområdet är högsta punkten. Stångån som avvattnar avrinningsområdet har biflödesordning 3, vilket innebär att vattnet flödar genom totalt 3 vattendrag innan det når havet efter 114 kilometer. Avrinningsområdet består mestadels av skog (68 procent) och sankmarker (16 procent). Avrinningsområdet har 3,29 kvadratkilometer vattenytor vilket ger det en sjöprocent på 4,4 procent.